# Marie-Hélène Gillig
Marie-Hélène Jeanne Emilia Gillig, nata Idrac (Aire-sur-l'Adour, 15 marzo 1946), è una politica francese, membro del Partito Socialista ed europarlamentare dal 1999 al 2004.

## Biografia
Specialista in diritto pubblico, nel 1983 Marie-Hélène Gillig venne eletta nel consiglio comunale di Strasburgo. Dal 1989 al 1997 fu vicesindaco della città e dal 1989 rivestì anche la carica di vicepresidente della comunità municipale di Strasburgo. Tra le sue deleghe, ci fu quella di responsabile degli affari sociali.
Attiva nel movimento femminista, fondò l'associazione Retravailler Alsace per la tutela dell'occupazione femminile.
Membro del Partito Socialista, Marie-Hélène Gillig venne eletta al Parlamento europeo in occasione delle europee del 1999. Fu componente della commissione per l'occupazione e gli affari sociali, di cui svolse le funzioni di vicepresidente dal 2002 al 2004.
Dal 2005 al 2010 fu presidente dell'organizzazione imprenditoriale CEGES. Nello stesso anno divenne presidente della Fondation Vincent de Paul di Strasburgo.